# Гугава, Лексо
Лексо Гугава (груз. ლექსო გუგავა, родился 17 августа 1982 в Лентехи) — грузинский регбист, игравший на позиции винга, действующий президент Федерации университетского спорта Грузии.

## Биография
Выступал в задней линии. Известен по выступлениям за тбилисские клубы «Локомотив» и «Лело». В составе сборной Грузии сыграл 25 игр, набрал 25 очков благодаря 5 попыткам (одну из наиболее известных занёс 27 ноября 2010 года в игре против США, принеся победу грузинам на последних минутах). В составе «Лелос» выиграл Кубок европейских наций по регби 2012 года и участвовал в Кубке наций IRB 2011 года. Числился в заявке сборной Грузии на чемпионат мира в Новой Зеландии, но сыграл там всего один матч против Аргентины и заработал пятинедельную дисквалификацию за неправомерную атаку на Фелипе Контепоми.
4 декабря 2012 года Гугава возглавил Федерацию университетского спорта Грузии. В 2013 году готовил грузинскую делегацию для участия в Универсиаде в Казани в 10 дисциплинах. В 2014 году был менеджером студенческой сборной Грузии (Грузинский национальный университет), выигравшей чемпионат Европы по регби-7 среди студентов.
Сыграл роль тренера в фильме Уты Берия «Отрицательные числа» (2019).